# ناشيونال جيوغرافيك (قناة آسيوية)
ناشيونال جيوغرافيك (بالإنجليزية: Nat Geo Asia)‏، سابقًا NBC Asia وقناة ناشيونال جيوغرافيك) (وأيضًا مختصرة باسم Nat Geo أو Nat Geo TV) هي قناة تلفزيونية في جميع أنحاء آسيا تتميز ببرامج واقعية تتضمن الطبيعة والعلوم والثقافة والتاريخ، من إنتاج ناشيونال جيوغرافيك مثل قناة التاريخ وديسكفري.
أُطلقن في 1 يناير 1994 باسم إن بي سي آسيا. اعتبارًا من عام 2008، أصبحت النسخة الآسيوية من ناشيونال جيوغرافيك متاحة في أكثر من 56 مليون منزل.
في 4 فبراير 2008 أٌطلقت مجموعة برمجة نات جيو جونيور المكونة من ساعتين متفرقتين، في وقت متأخر من الصباح وبعد الظهر.

## الخلاصات
- ناشيونال جيوغرافيك (آسيا) - تبث باللغتين الإنجليزية والكانتونية عبر مسارين صوتيين.
- ناشيونال جيوغرافيك (الهند) - وهي تستهدف الهند والدول المجاورة. تبث باللغات الإنجليزية والهندية والتاميلية والتيلجو والبنغالية عبر خمسة مسارات صوتية مختلفة.
- ناشيونال جيوغرافيك (إسرائيل) - يتضمن ترجمة عبرية.
- ناشيونال جيوغرافيك (الشرق الأوسط) - تبث القناة الآسيوية من الساعة 11:00 مساءً إلى 5:00 صباحًا بتوقيت هونغ كونغ. الترجمة العربية متوفرة كذلك.
- ناشيونال جيوغرافيك (اليابان) - تتضمن ترجمات يابانية.
- ناشيونال جيوغرافيك (تايوان) - تتضمن ترجمات صينية.
- ناشيونال جيوغرافيك (هونغ كونغ) - تتميز بمسارين صوتيين يبثان البرامج الإنجليزية والكانتونية، بالإضافة إلى مسار الترجمة الصيني.
- ناشيونال جيوغرافيك (ماليزيا وسنغافورة) - يتم توزيع موجز الولايات المتحدة عالي الدقة بدلاً من الخلاصة الآسيوية. يتم استبدال الإعلانات الأمريكية بالإعلانات الماليزية أو السنغافورية ويقومون بتحويل بعض الحلقات الأحدث إلى الحلقات الأقدم. تتوفر الترجمات باللغات الإنجليزية والماليزية والماندرين عبر جميع المذيعين التلفزيونيين.
- ناشيونال جيوغرافيك (تايلاند) - تبث المحطة الآسيوية من الساعة 11:00 مساءً إلى 5:00 صباحًا بتوقيت هونغ كونغ. الترجمة التايلاندية متوفرة كذلك.

## شعارات البث

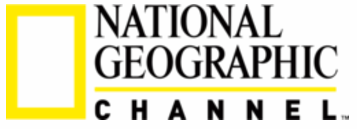
شعار ناشيونال جيوغرافيك 1998-2005
شعار ناشيونال جيوغرافيك 2005-2016
شعار ناشيونال جيوغرافيك منذ 2016
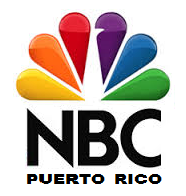

- شعار [[إن بي سي]] 1994-1998